# Mitsuo Ogasawara
Mitsuo Ogasawara (小笠原 満男, Ogasawara Mitsuo), född 5 april 1979 i Morioka, Iwate prefektur i Japan, är en japansk fotbollsspelare som för närvarande spelar för Kashima Antlers i J-League. Han spelade för det japanska landslaget och deltog i VM i Japan 2002 och VM i Tyskland 2006.

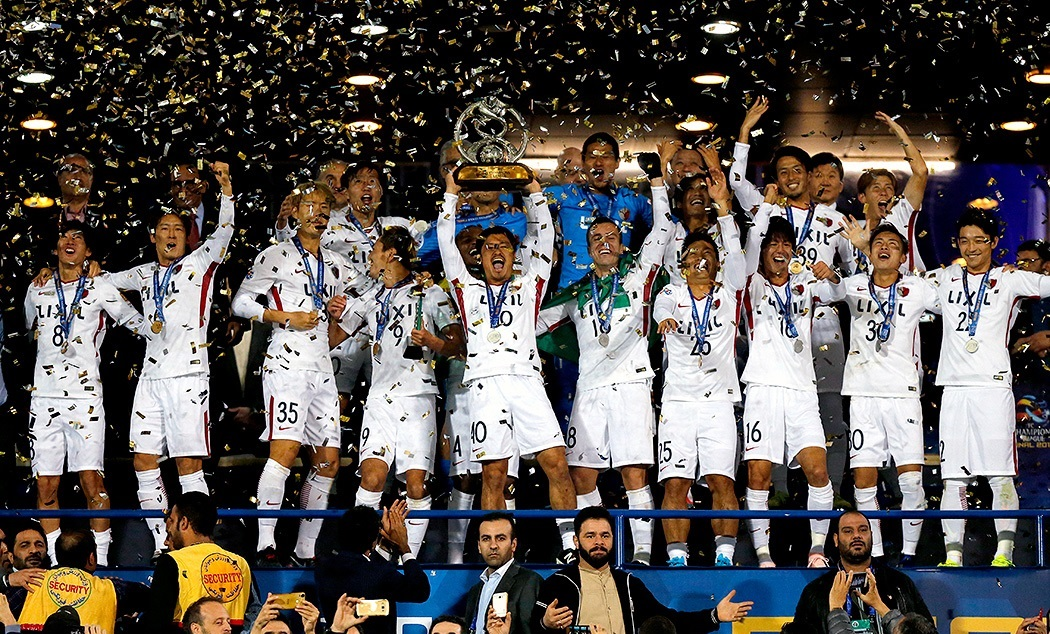
Kashima Antlers vid vinsten av AFC Champions League 2018

## Klubbkarriär
| Säsong  | Lag             | Division | Tröjnummer | Matcher | Mål |
| ------- | --------------- | -------- | ---------- | ------- | --- |
| 1998    | Kashima Antlers | 1        | 27         | 5       | 0   |
| 1999    | Kashima Antlers | 1        | 27         | 15      | 4   |
| 2000    | Kashima Antlers | 1        | 17         | 28      | 3   |
| 2001    | Kashima Antlers | 1        | 8          | 24      | 7   |
| 2002    | Kashima Antlers | 1        | 8          | 27      | 4   |
| 2003    | Kashima Antlers | 1        | 8          | 27      | 7   |
| 2004    | Kashima Antlers | 1        | 8          | 28      | 7   |
| 2005    | Kashima Antlers | 1        | 8          | 30      | 11  |
| 2006    | Kashima Antlers | 1        | 8          | 20      | 3   |
| 2006-07 | FC Messina      | 1        | 16         | 6       | 1   |
| 2007    | Kashima Antlers | 1        | 40         | 14      | 4   |
| 2008    | Kashima Antlers | 1        | 40         | 24      | 5   |
| 2009    | Kashima Antlers | 1        | 40         | 32      | 4   |
| 2010    | Kashima Antlers | 1        | 40         | 33      | 3   |
| 2011    | Kashima Antlers | 1        | 40         | 31      | 1   |
| 2012    | Kashima Antlers | 1        | 40         | 31      | 2   |
| 2013    | Kashima Antlers | 1        | 40         | 33      | 2   |
| 2014    | Kashima Antlers | 1        | 40         | 33      | 2   |

## Landslagskarriär
Mitsuo Ogasawara spelade för det japanska landslaget mellan 2002 och 2006 och deltog i bland annat två VM samt var med och vann de asiatiska mästerskapen 2004. Han var under sin tid given en plats på mittfältet men efter att han flyttade till Italien och fick mindre speltid så tappade han även sin plats i landslaget och har inte lyckats ta tillbaka den trots att han flyttade tillbaka till Japan en säsong senare.

### Mästerskap han deltagit i
- VM 2002
- FIFA Confederations Cup 2003
- Asiatiska mästerskapet i fotboll 2004 (Vinnare)
- FIFA Confederations Cup 2005
- VM 2006

### Mål i det japanska landslaget
| Nr | Datum             | Plats        | Motståndare | Resultat | Tävling                |
| -- | ----------------- | ------------ | ----------- | -------- | ---------------------- |
| 1. | 7 februari, 2004  | Kashima      | Malaysia    | 4-0      | Vänskapsmatch          |
| 2. | 9 juni, 2004      | Saitama      | Indien      | 7-0      | Kvalmatch till VM 2006 |
| 3. | 2 februari, 2005  | Saitama      | Syrien      | 3-0      | Vänskapsmatch          |
| 4. | 9 februari, 2005  | Saitama      | Nordkorea   | 2-1      | Kvalmatch till VM 2006 |
| 5. | 3 juni, 2005      | Madinat 'Isa | Bahrain     | 1-0      | Kvalmatch till VM 2006 |
| 6. | 7 september, 2005 | Rifu         | Honduras    | 5-4      | Vänskapsmatch          |
| 7. | 18 februari, 2006 | Fukuroi      | Finland     | 2-0      | Vänskapsmatch          |

- Det japanska resultatet står alltid först.

## Personliga Meriter
J-League Best Eleven: 6 gånger
- 2001, 2002, 2003, 2004, 2005, 2009

## Lagmeriter

### Landslag
Tvåa i U20-VM i herrfotboll: 1 gång
- 1999

Vinnare av Asiatiska mästerskapet i fotboll: 1 gång
- 2004

### Klubblag
Vinnare av J.League: 6 gånger
- 1998, 2000, 2001, 2007, 2008, 2009

Vinnare av Emperors Cup: 3 gånger
- 2000, 2007, 2010

Vinnare av Yamazaki Nabisco Cup: 2 gånger
- 2000, 2002